# Trenton (Ohio)
Trenton és una població dels Estats Units a l'estat d'Ohio. Segons el cens del 2000 tenia 8.746 habitants.

## Demografia
Segons el cens del 2000, Trenton tenia 8.746 habitants, 3.189 habitatges, i 2.519 famílies. La densitat de població era de 891 habitants/km².
Dels 3.189 habitatges en un 43,1% hi vivien nens de menys de 18 anys, en un 64,2% hi vivien parelles casades, en un 10,7% dones solteres, i en un 21% no eren unitats familiars. En el 17,1% dels habitatges hi vivien persones soles el 6,8% de les quals corresponia a persones de 65 anys o més que vivien soles. El nombre mitjà de persones vivint en cada habitatge era de 2,74 i el nombre mitjà de persones que vivien en cada família era de 3,08.
Per edats la població es repartia de la següent manera: un 29,6% tenia menys de 18 anys, un 8,7% entre 18 i 24, un 34,3% entre 25 i 44, un 18,6% de 45 a 60 i un 8,9% 65 anys o més.
L'edat mediana era de 31 anys. Per cada 100 dones de 18 o més anys hi havia 93,7 homes.
La renda mediana per habitatge era de 50.933 $ i la renda mediana per família de 54.794 $. Els homes tenien una renda mediana de 40.621 $ mentre que les dones 26.703 $. La renda per capita de la població era de 20.451 $. Aproximadament el 3,1% de les famílies i el 3,7% de la població estaven per davall del llindar de pobresa.

## Poblacions més properes
El següent diagrama mostra les poblacions més properes.